# Kunihar

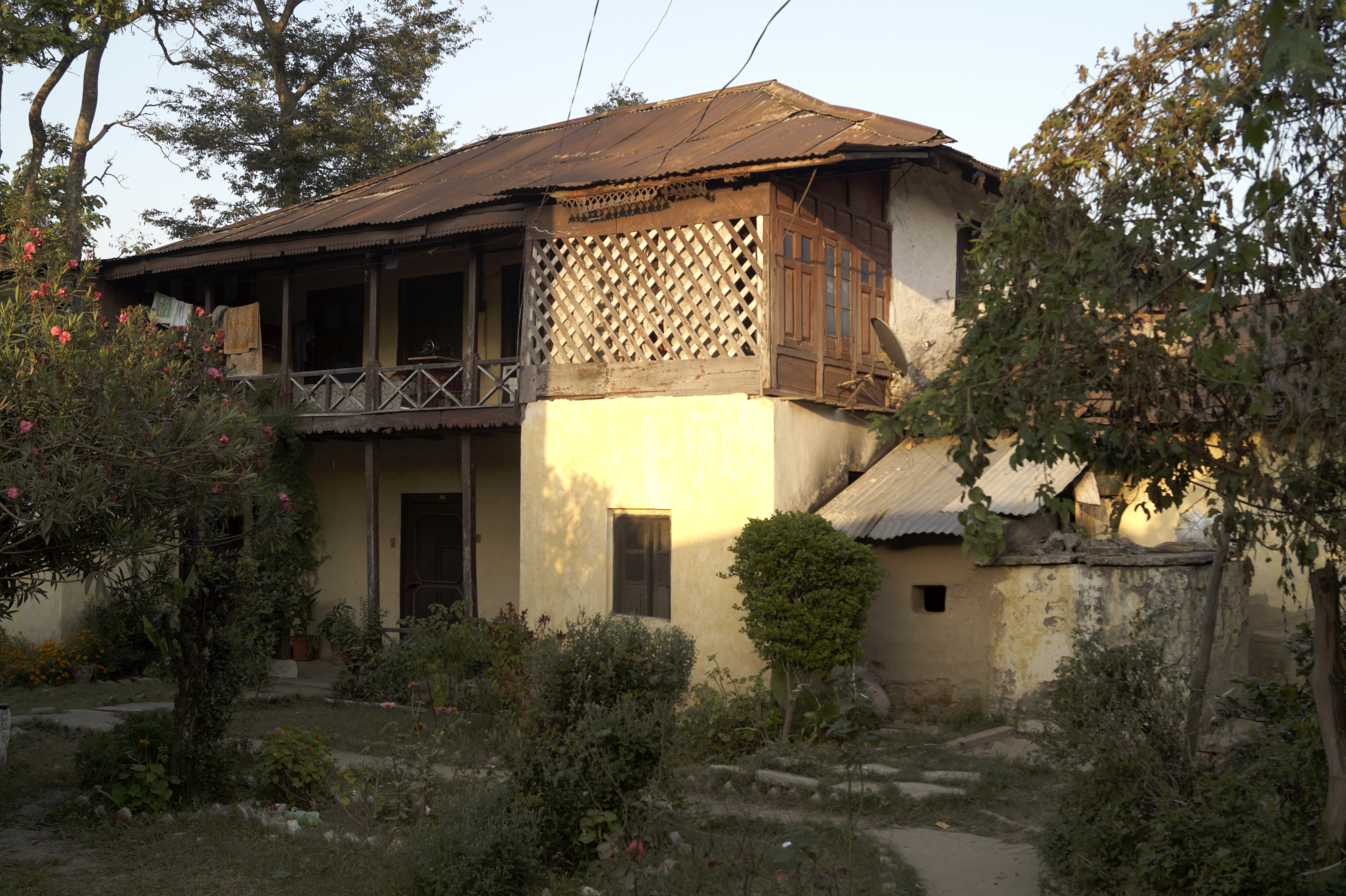
Palace of Kunihar Prncely State

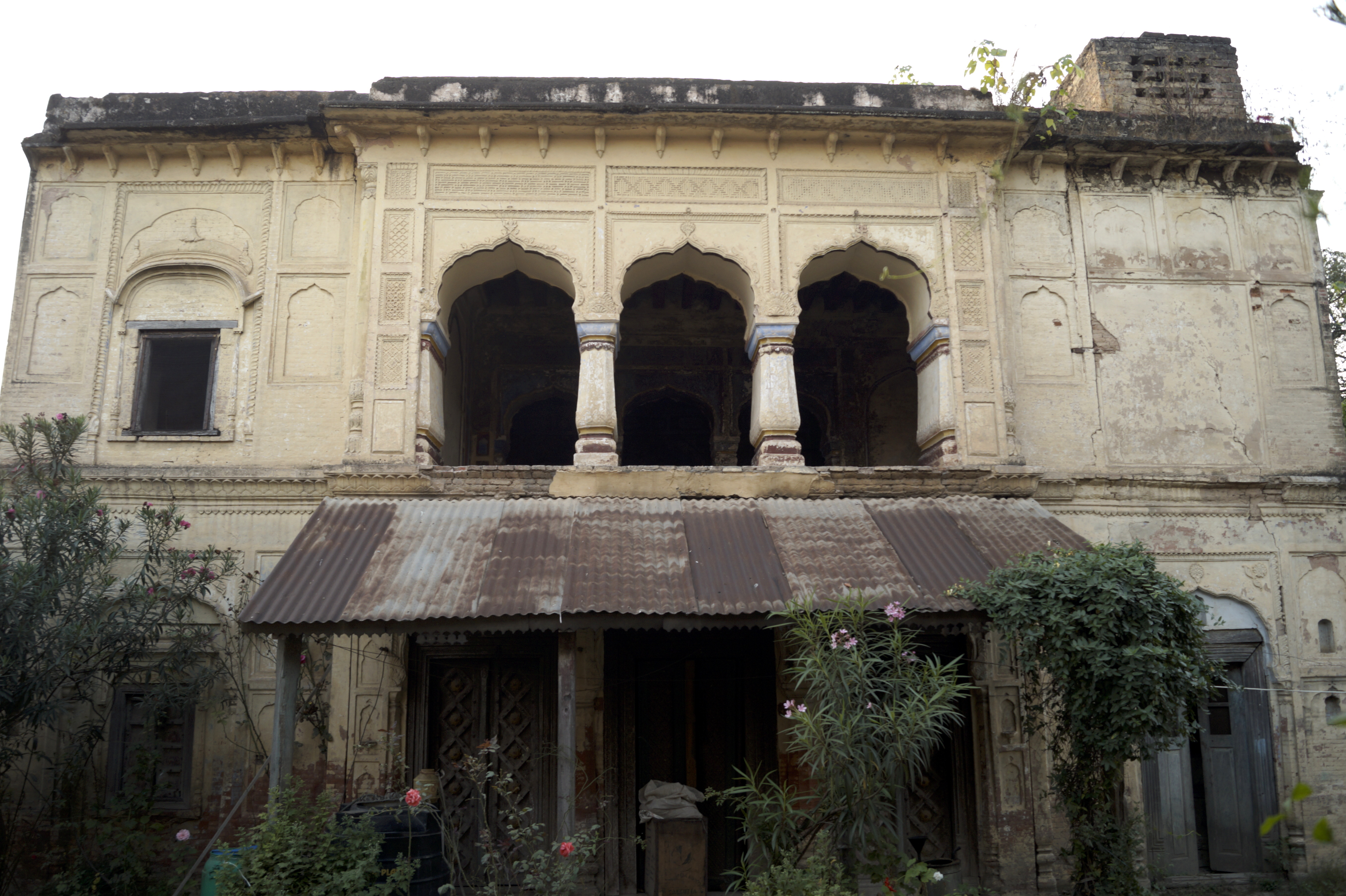
Palace of Kunihar Prncely State 2nd part

Kunihar fou un estat tributari protegit al grup de les muntanyes Simla al Panjab avui a Himachal Pradesh a uns 25 km a l'oest de Simla. La superfície era de 207 km² i la població el 1881 era de 1.923 habitants i el 1901 de 2.168 habitants. Ocupava una vall fèrtil amb clima suau.
Fou fundat per Bhaj o Abhoj Deo d'una família de rajputs del clan Raghubansi que va arribar des d'Aknur a Jammu i va conquerir l'estat vers 1154. El 1815, després de l'ocupació gurkha, fou retornat a la casa reial per sanad de 4 de setembre de 1815. El thakur Tegh Singh, és esmentat amb el títol de rao. Els ingressos eren de 400 lliures i el tribut pagat al govern britànic era de 18 lliures.

## Llista de sobirans
- Rai ANANT DEV 1763-1795
- Thakur MAGGAN DEV 1795-1803 (fill)
- Ocupació gurkha 1803-1815
- Thakur MAGGAN DEV 1815-1816
- Thakur PURAN DEV 1816 (fill)
- Thakur KISHEN SINGH 1816-1866 (fill)
- Thakur TEGH SINGH 1866-1905 (fill)
- Thakur HARDEV SINGH 1905-?
- Thakur VIJAY SINGH ?

## Galeria

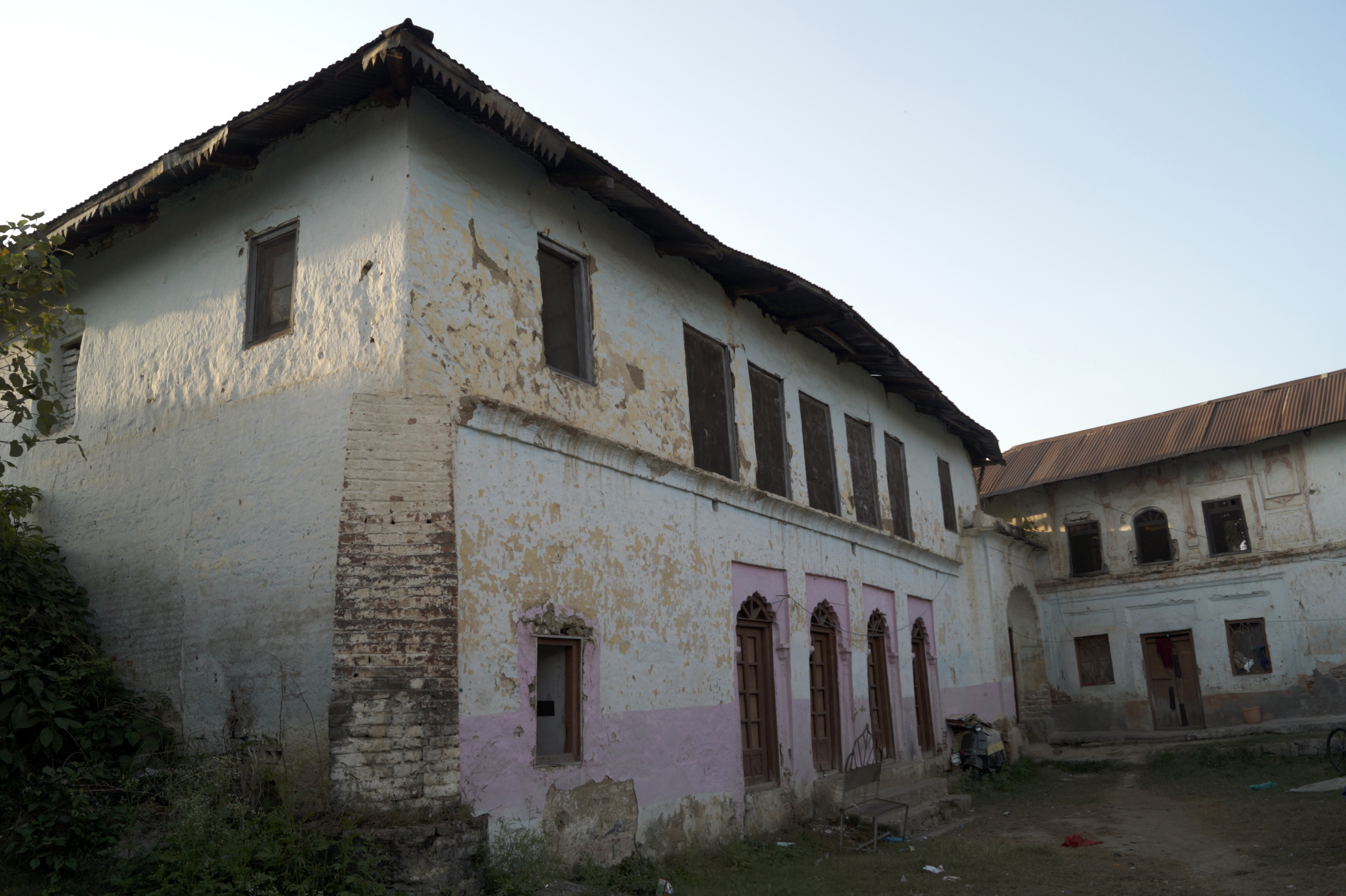
Palace of Kunihar
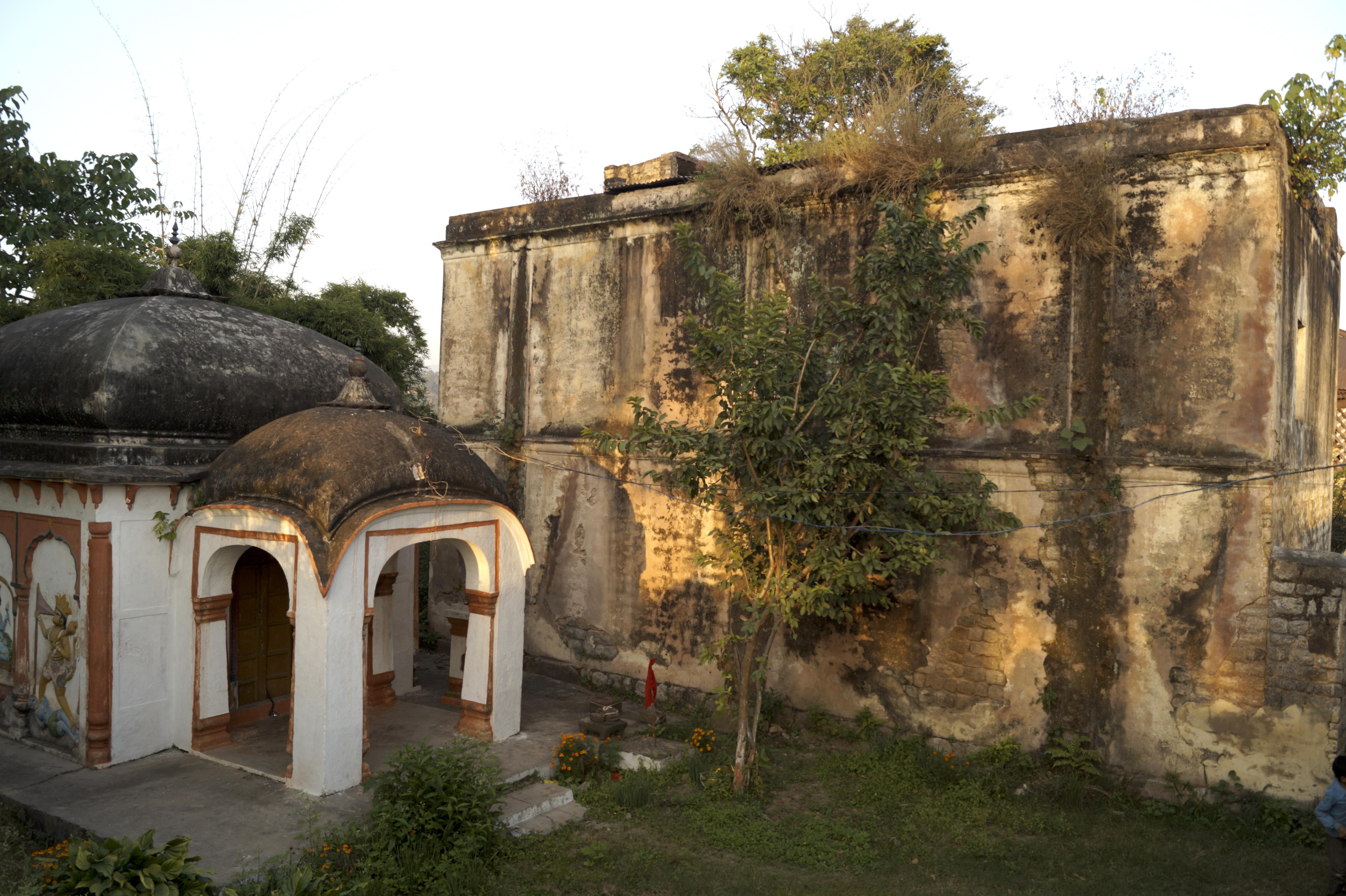
Temple and back side view of palace of Kunihar
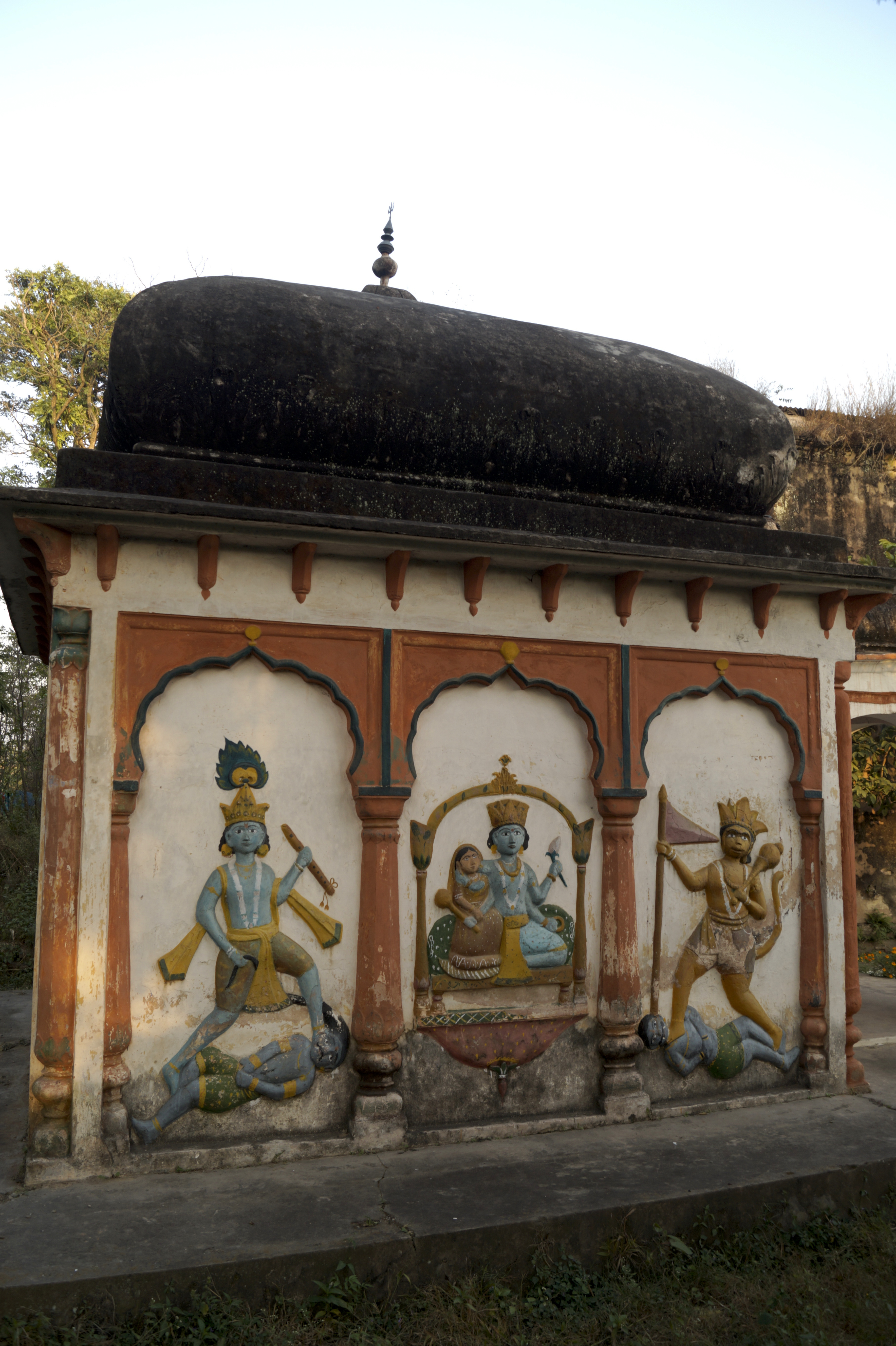
Temple in palace of Kunihar Prncely State
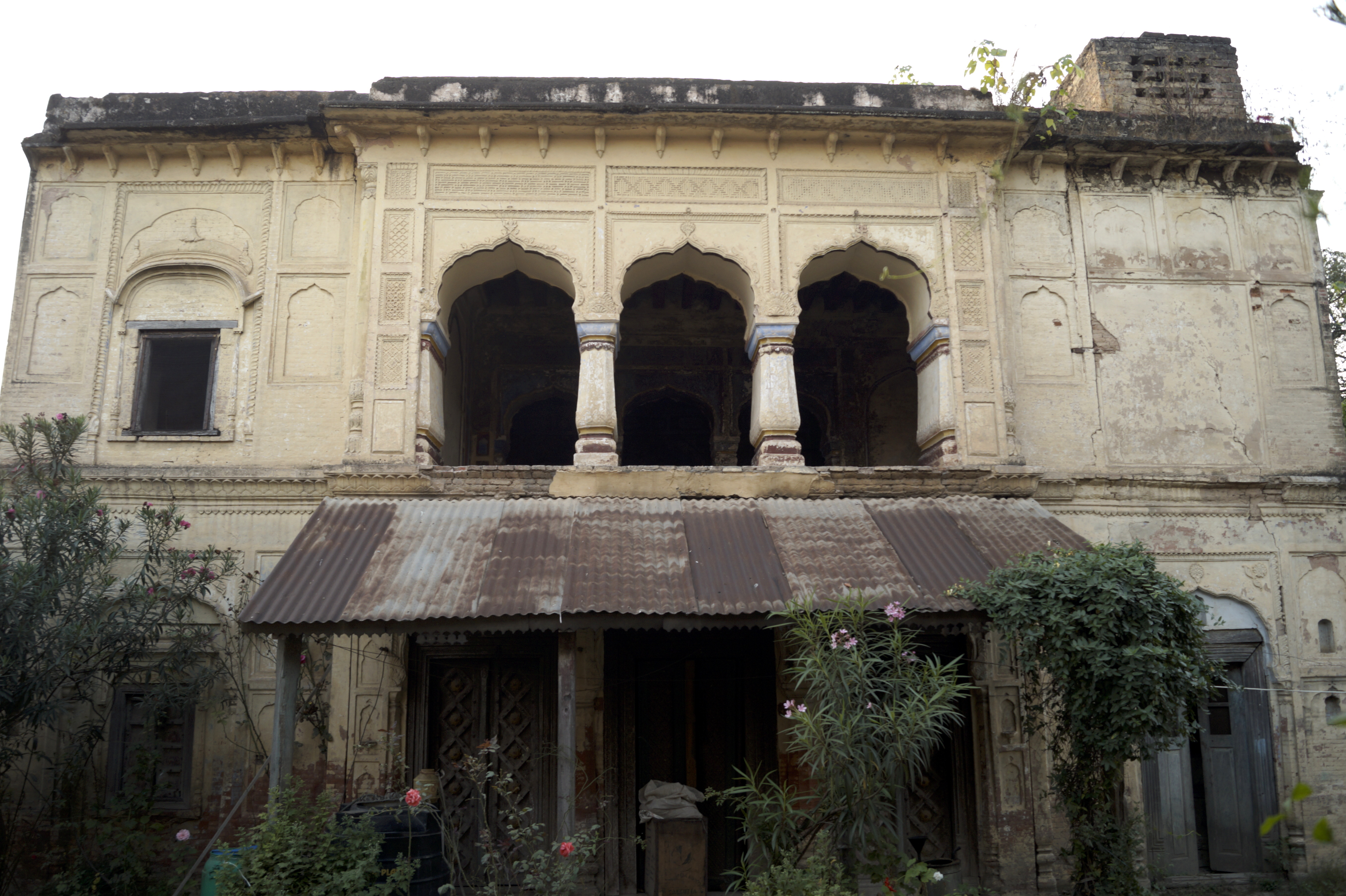
Palace of Kunihar Prncely State
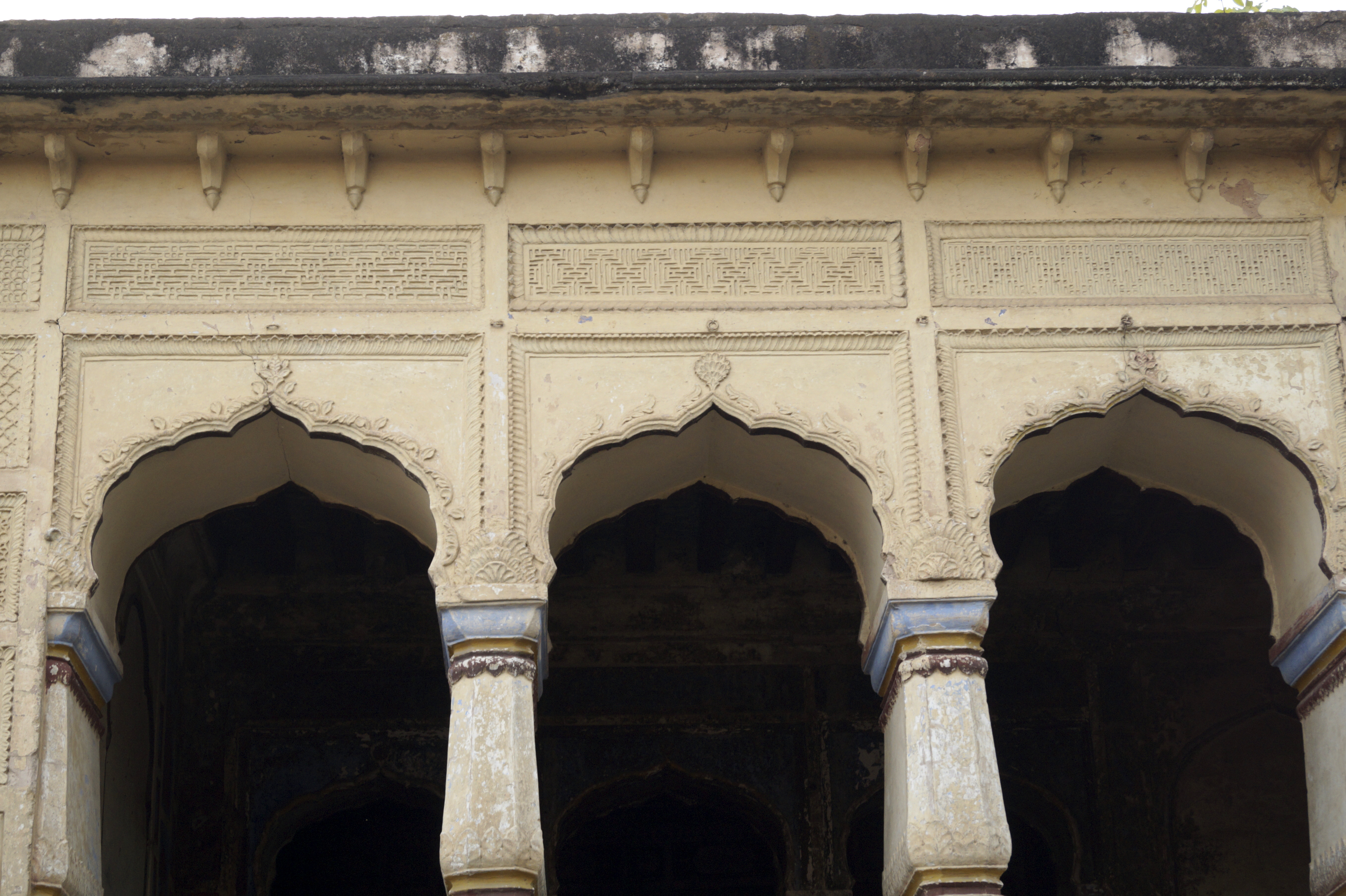
Palace of Kunihar Princely State
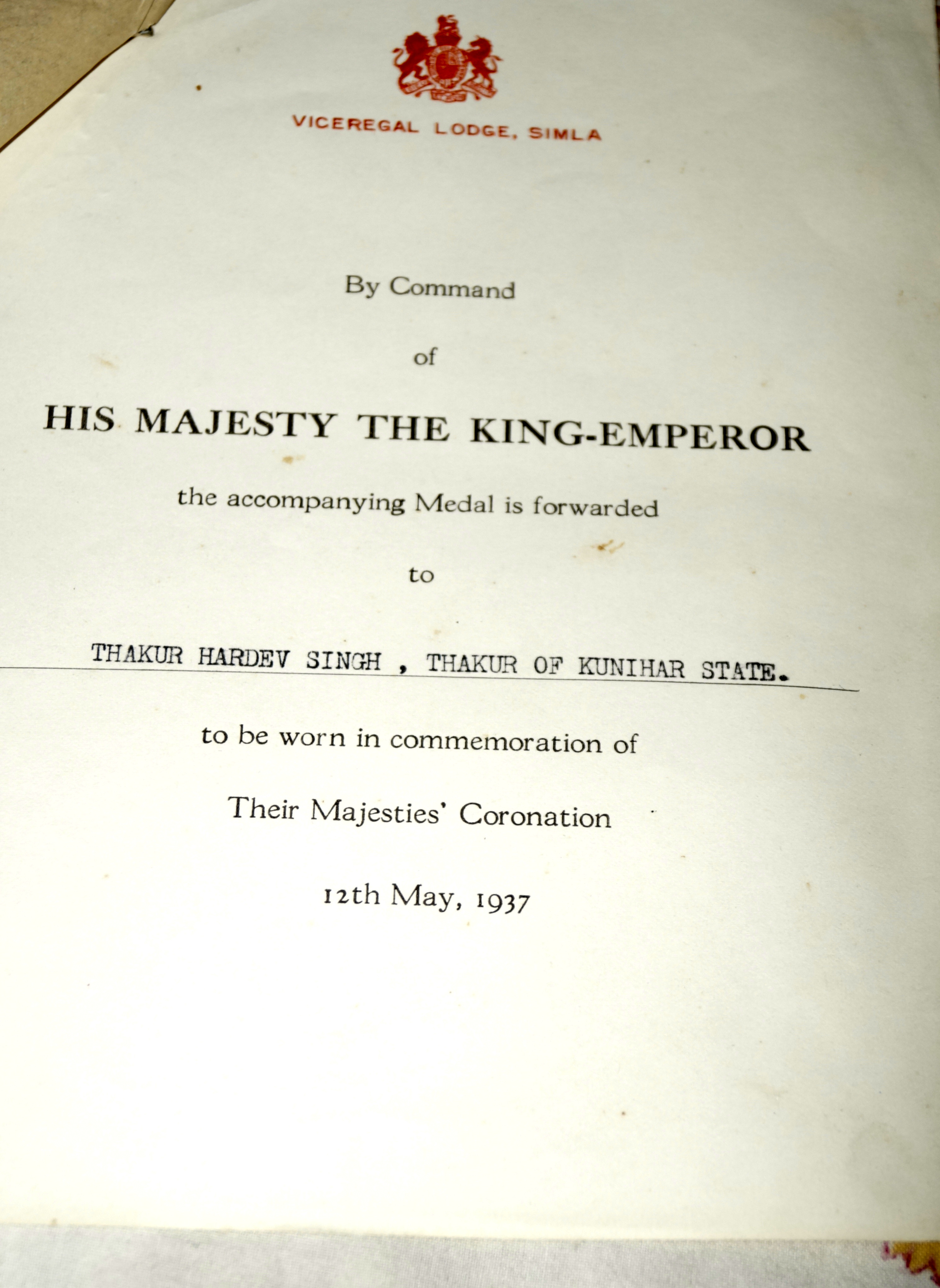
Documents related to Kunihar Princely State
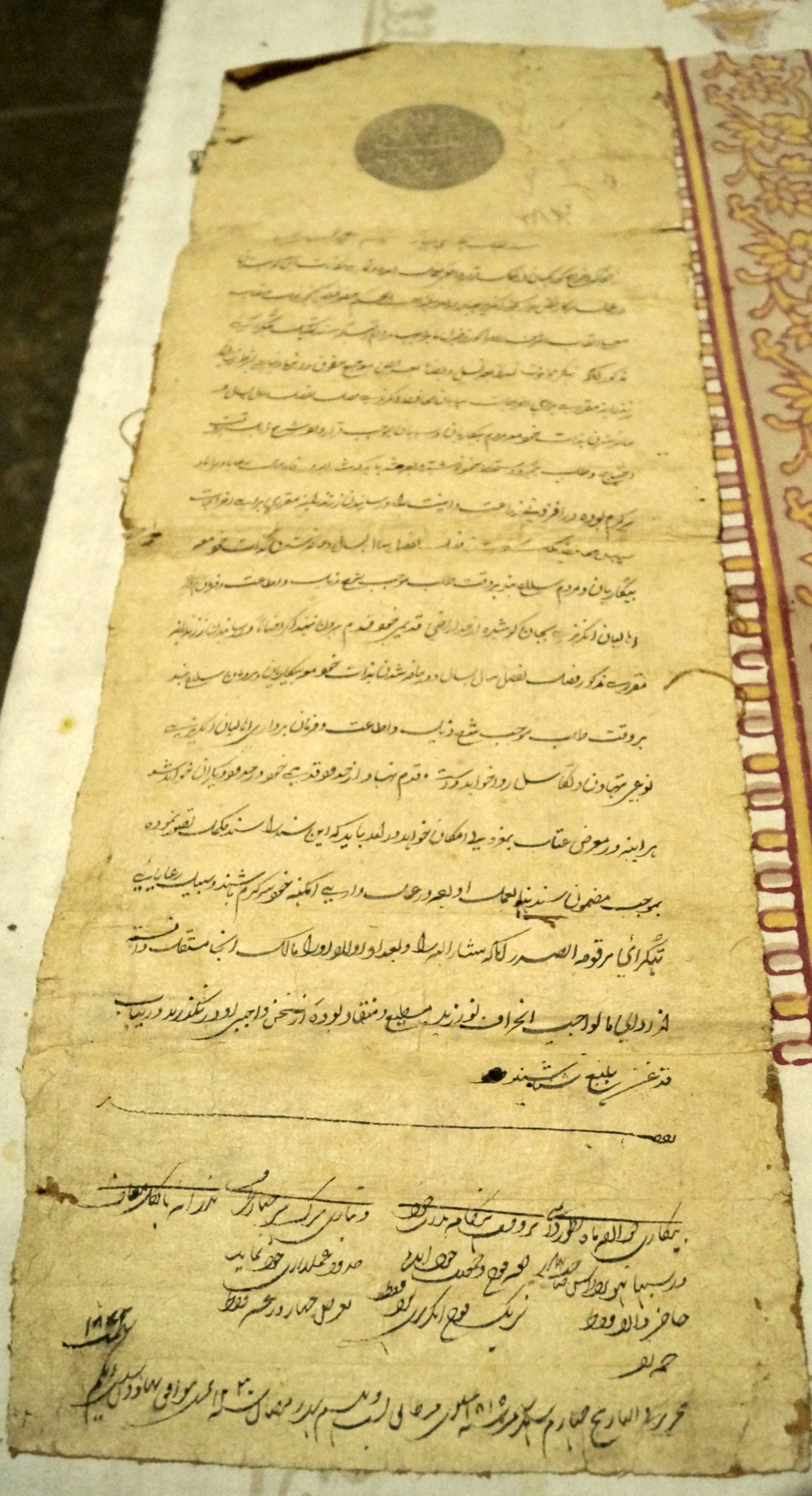
Documents related to Kunihar Princely State
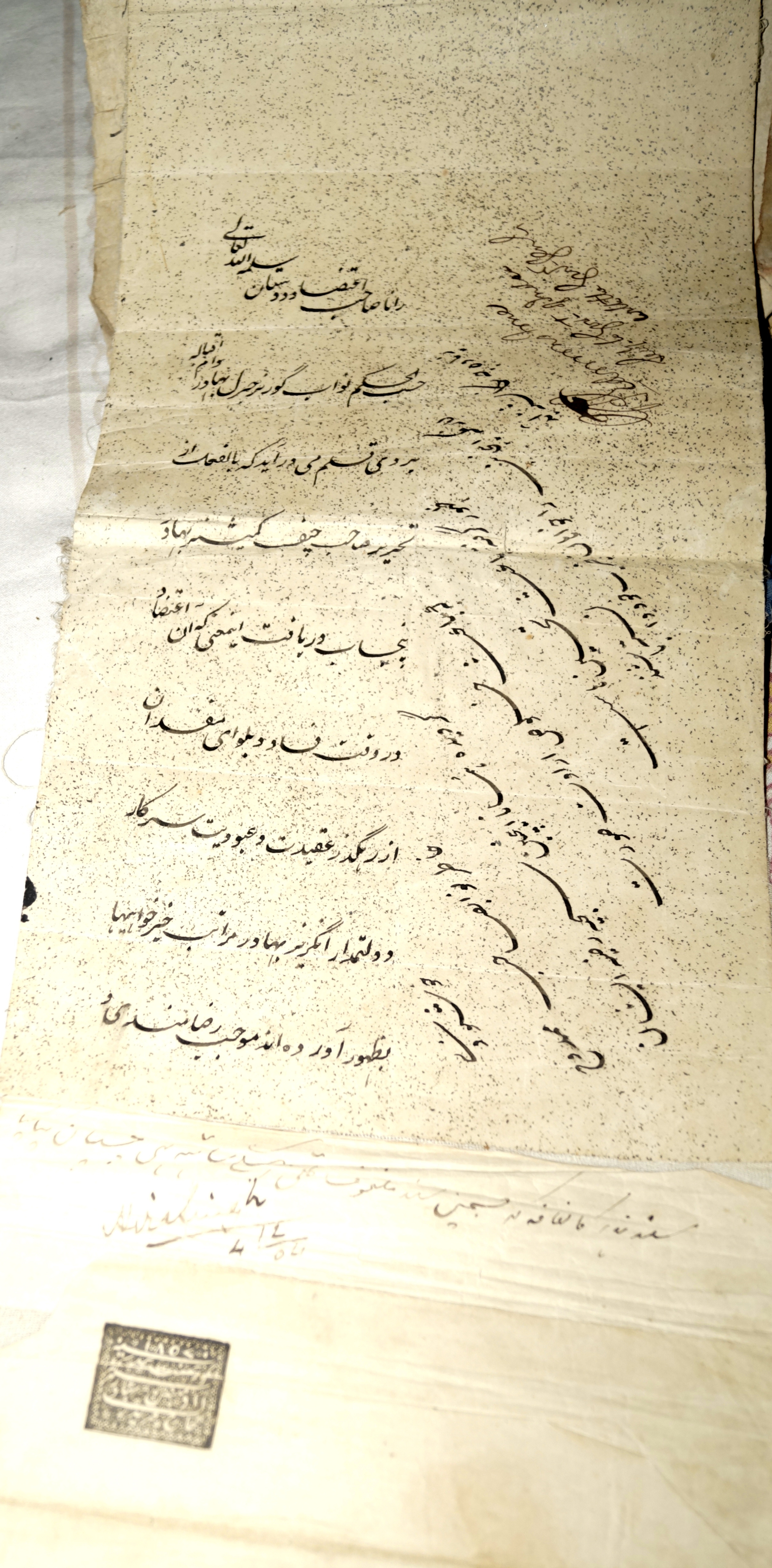
Documetns related to earstwhile Kunihar Princely State
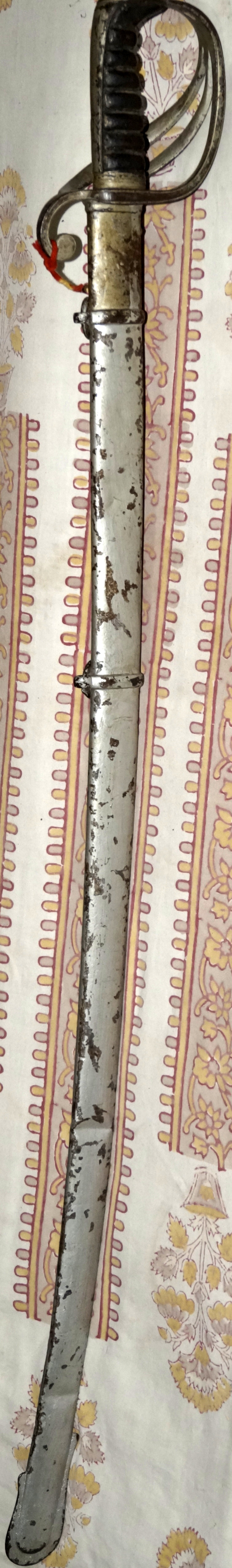
Sword presented to Guru Gobind Singh to the then ruler of Kunihar Princely State